# Feia
Feia là một chi của Họ Cá bống trắng

## Các loài
Chi này hiện hành có các loài sau đây được ghi nhận:
- Feia dabra R. Winterbottom, 2005 (Dabra goby)
- Feia nota A. C. Gill & Mooi, 1999
- Feia nympha J. L. B. Smith, 1959
- Feia ranta R. Winterbottom, 2003